# Cmentarz Witomiński
Cmentarz Witomiński – największa nekropolia w Gdyni.

## Historia
Cmentarz położony jest na zachód od centrum miasta, na zboczach morenowych, w dzielnicy Działki Leśne, przy ulicy Witomińskiej. W jego skład wchodzi również dawny cmentarz ewangelicki, założony w 1931, po 1945 włączony w ogólną strukturę.
Według informacji Zarządu Cmentarzy Komunalnych w Gdyni, obejmuje powierzchnię 22 ha. Znajduje się tu 32 tysiące grobów. Pomimo tego, że cmentarz nie dysponuje już wolnymi terenami do urządzenia miejsc grzebalnych, co roku odbywa się tu około 700 pogrzebów.